# Pasie Raja
Pasie Raja (indonez. Kecamatan Pasie Raja') – kecamatan w kabupatenie Aceh Selatan w okręgu specjalnym Aceh w Indonezji.
Kecamatan ten znajduje się w północnej części Sumatry, nad Oceanem Indyjskim. Od północy graniczy z kecamatanem Tapak Tuan, od wschodu z kecamatanem Kluet Tengah, a od południa z kecamatanem Kluet Utara. Przebiegają przez niego drogi Jalan Lintas Barat Sumatrea i Jalan Tapaktuan Subulussalam.
W 2010 roku kecamatan ten zamieszkiwało 15 500 osób, z których wszyscy stanowili ludność wiejską. Mężczyzn było 7791, a kobiet 7709. 14 875 osoby wyznawały islam.
Znajdują się tutaj miejscowości: Ie Mirah, Kampung Baro, Kampung Baru, Krueng Kelee, Ladang Teungoh, Ladang Tuha, Lhok Sialang Cut, Lhok Sialang Rayeuk, Mata Le, Pante Raja, Panton Bili, Pasi Rasian, Paya Ateuk, Pucuk Krueng, Pulo Ie II, Seunebok, Silolo, Teupin Gajah, Ujung Batee, Ujung Padang Asahan, Ujung Padang Rasian.